# 西脇与作
西脇 与作（にしわき よさく、1947年12月3日 - ）は、日本の哲学者。専門は科学哲学（特に物理学の哲学および生物学の哲学）、心の哲学。

## 略歴

### 学歴および職歴
- 1947年12月3日　生まれる
- 1970年3月　慶應義塾大学文学部哲学科 卒業
- 1972年3月　慶應義塾大学大学院文学研究科修士課程哲学専攻修了
- 1976年3月　慶應義塾大学大学院文学研究科博士課程哲学専攻修了
- 1977年4月　慶應義塾大学文学部助手
- 1981年4月　慶應義塾大学文学部助教授
- 1991年4月　慶應義塾大学文学部 教授
- 2001年4月　慶應義塾大学大学院文学研究科教授

### その他役職
- 1987年10月～1991年3月　慶應義塾大学 国際センター 学習指導主任
- 1989年10月～1991年9月　慶應義塾大学 文学部長補佐
- 1989年10月～1991年9月　慶應義塾大学 大学院文学研究科 委員長補佐
- 1991年10月～1993年9月　慶應義塾大学 文学部長補佐
- 1991年10月～1993年9月　慶應義塾大学 大学院文学研究科 委員長補佐
- 1993年4月～　慶應義塾大学 大学院文学研究科 委員
- 2001年10月～　慶應義塾大学 大学院文学研究科 学習指導委員

## 著作

### 単著
- 『科学の哲学』 ; 慶應義塾大学出版会 2004年 ISBN 4766410653
- 『現代哲学入門』 慶應義塾大学出版会 2002年 ISBN 4766409574

### 共著
- 『科学的説明』 （pp. 32-7）「進化論の哲学」（pp.205-212）科学哲学　現代哲学の転回　北樹出版 2002年
- 『三日でわかる哲学』 ダイヤモンド社 2002年
- 『哲学』 慶應義塾大学出版会 P.約280ページ 2002年
- 『科学哲学』 北樹出版 V.3章（15ページ）15章（15ページ） 2002年
- 『3日でわかる哲学』 ダイヤモンド社 P.18－94 2002年
- 『論理と法律 法律人工知能』 ぎょうせい 2000年
- 『法律人工知能：法的推論の解明と法的推論の実現』 創成社 P.71－80 2000年
- 『岩波現代の哲学｢こども｣』 岩波書店 P.77-153 1993年
- 『哲学への招待』 有斐閣 P.113-131 1987年
- 『法律エキスパートの基礎』 ぎょうせい P.171-191 1982年
- 『哲学』 私立大学通信教育協会 P.185-216 1981年

### 単訳
- デイビッド・プリマック 『ギャバガイ―動物言語の哲学』 産業図書 1989年 ISBN 4782800509
- ジョージ・ブール 『論理の数学的分析―演繹的推論の計算に関する試論』 公論社 1977年

### 共訳
- ロバート・ノージック　『考えることを考える』 共訳（坂本百大）青土社 P.55-170 1998年 ISBN 4791756037 ISBN 4791756045
- カール・ポパー、ジョン・エクルス　『自我と脳』 共訳（大村 裕、沢田允茂） 思索社 1986年 ISBN 4783501378